# 復刻版ヤングスタジオ1431 〜嗚呼!!あの日に帰れない〜
『復刻版ヤングスタジオ1431 〜嗚呼!!あの日に帰れない〜 』（ふっこくばんヤングスタジオいちよんさんいち、あああのひにかえれない）は、岐阜放送ラジオ（ぎふチャンラジオ）で毎週火曜日の深夜に放送されていた音楽番組である。

## 概要
かつての同局の人気番組「ヤングスタジオ1431」の“復刻版”という位置付けで放送していた。
乗客(リスナー)と機長(オカダミノル)が、深夜便の飛行機で一緒にフライトする設定のもとに、週ごとに出す「特集」のテーマに添った形でリスナーからリクエストを募集し、それに沿った選曲で、音楽をかけていくリクエスト番組。
番組のコンセプト及びターゲットは、先に触れた番組の位置付けから、深夜放送全盛期を体験した中高年向けとしているが、番組側では「だからといって若い人が聴いても、もちろん構わない」としている。
放送初期は、パーソナリティーのオカダミノル自身が考えた特集をテーマとして、放送していたが、
リスナーからの「特集」のテーマが、そのままテーマになることがある。テーマに添った特集には決めごとがなかったが、テーマと、その“理由”を、メールに必ず求められる。
リスナーからのリクエスト曲が無い場合があり、特集のテーマにうつる前に、お詫びの案内として、リスナーのリクエストの曲名とラジオネームが読まれる。
パーソナリティのオカダが2019年8月末で岐阜放送で出演していた全番組から降板したため、当番組も2019年8月27日をもって終了、最終回の告知は無く、翌週の予告もされていた。

## パーソナリティ
- オカダミノル - 文筆家